# Russische hongersnood (1921-1922)

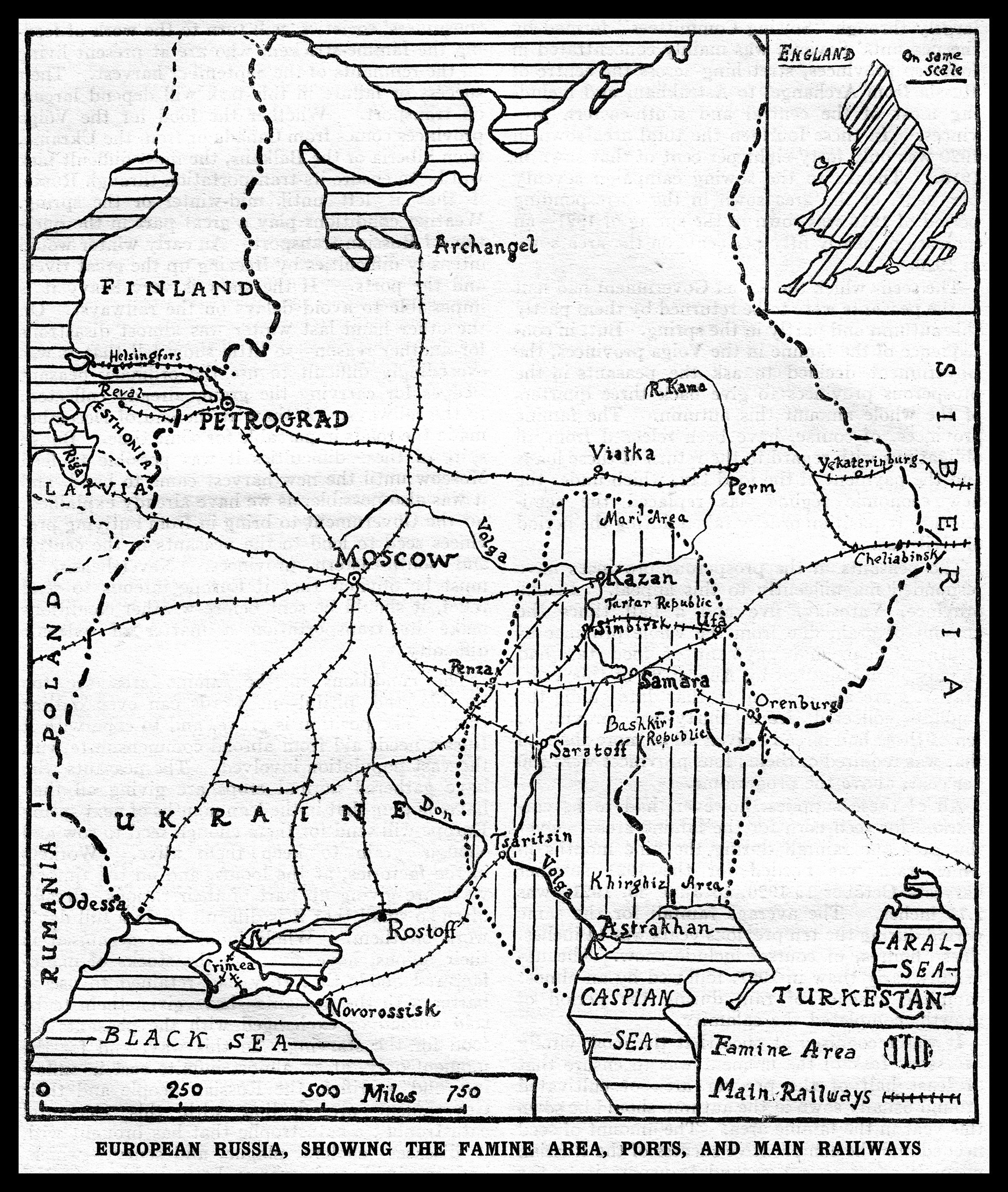
Gebied van de hongersnood in de herfst van 1921

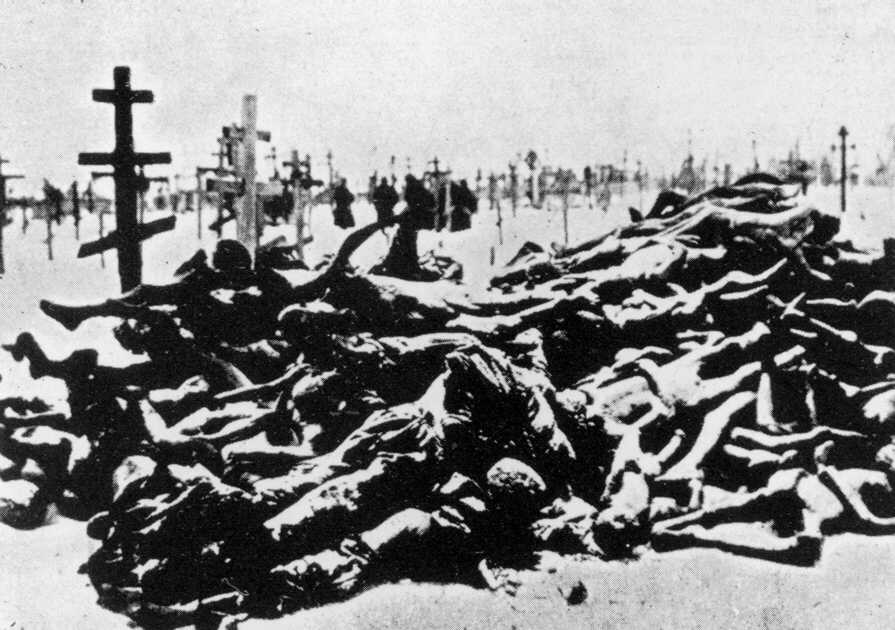
Slachtoffers van de hongersnood in Buzuluk, Wolgaregio.

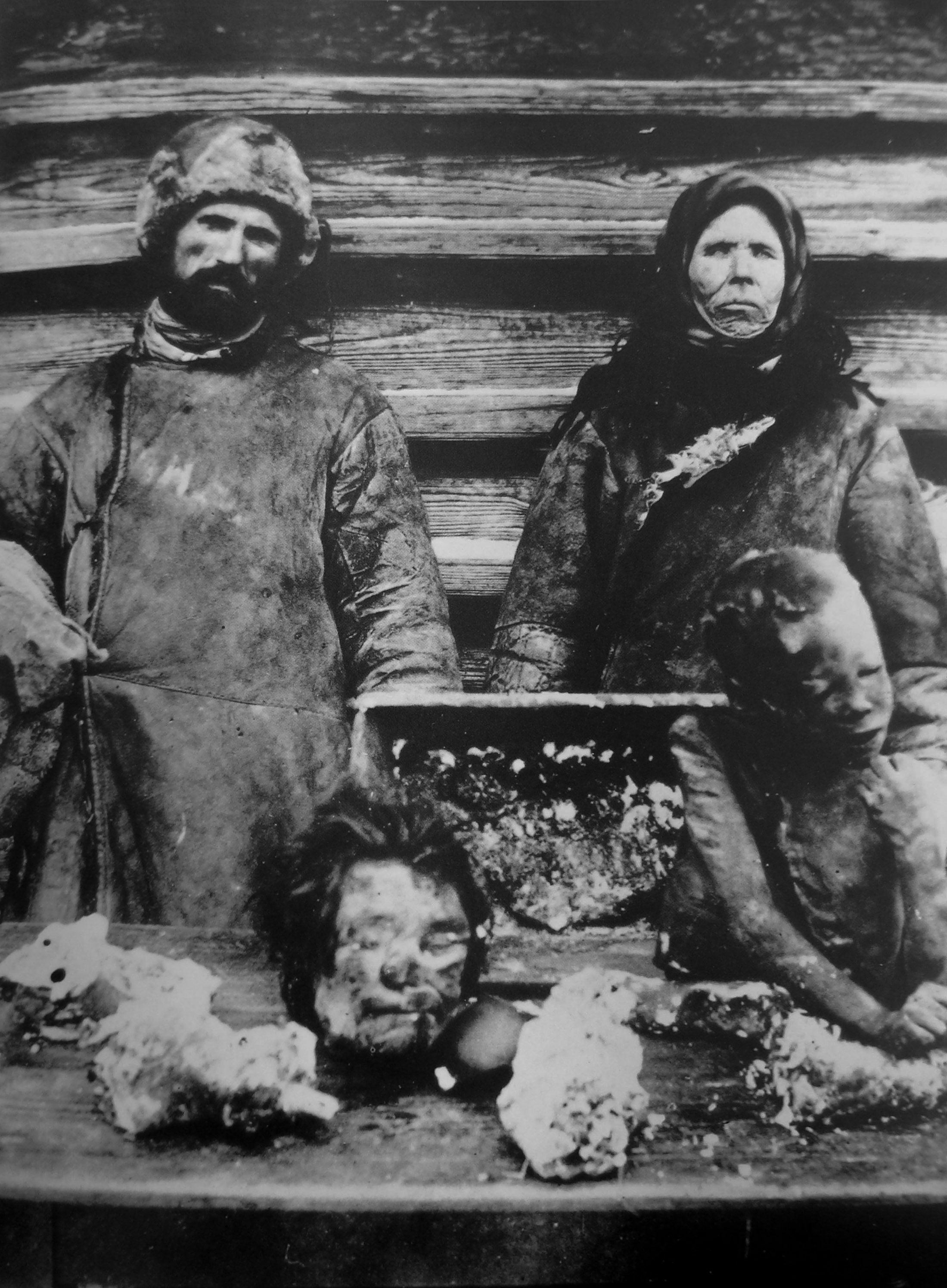
Kannibalisme in Samara, 1921

De Russische Hongersnood van 1921-1922, ook bekend als de Povolzje hongersnood, was een hongersnood die het bolsjewistische Rusland trof in de lente van 1921 en tot 1922 duurde. De hongersnood kostte aan ongeveer 5 miljoen mensen het leven, vooral in de regio Idel-Oeral.

## Oorzaak
De hongersnood was het gevolg van een combinatie van factoren, waaronder de Eerste Wereldoorlog en Russische Burgeroorlog, het oorlogscommunisme en de verstoring van de landbouw. Vooral het prodrazvjorstka-beleid van het oorlogscommunisme wordt gezien als veroorzaker van de hongersnood.
Voordat de hongersnood begon, had Rusland al een lastige periode van 6,5 jaar doorgemaakt. De Eerste Wereldoorlog, de burgeroorlog van 1918-20 en andere conflicten hadden het land economisch uitgeput. Tijdens de burgeroorlog hadden alle partijen die betrokken waren bij de burgeroorlog; het communistische Rode Leger, het Witte Leger en de verschillende Groene Legers de methode om “te leven van het land” aangenomen; ze namen voedsel af van de landbouwers om dit te verdelen onder het leger en aanhangers en te zorgen dat de vijand het niet in handen kon krijgen. Vooral de bolsjewieken gaven de boeren bijna niets terug voor hun gewassen. Als antwoord hierop begonnen boeren steeds minder voedsel te verbouwen. In het Wolgagebied was het ingezaaide oppervlak in 1920 met een kwart lager dan in 1917. Bovendien ontstonden op grote schaal zwarte markten waar voedsel illegaal werd verkocht. De bolsjewieken meenden dat de boeren opzettelijk het leger en de oorlog probeerden te ondermijnen. In Zwartboek van het communisme is te lezen dat Lenin beslag liet leggen op bijna al het voedsel van de boeren als straf voor deze “sabotage”. Dit had op grote schaal opstanden tot gevolg.
In 1921 kreeg Rusland tevens te kampen met droogte, die in de Marische Autonome Oblast leidde tot felle bosbranden. Onder normale omstandigheden zou dit niet tot een hongersnood leiden, want meestal hadden de boeren voor de zekerheid een veiligheidsmarge ingebouwd. Deze reserves bestonden in 1920 en 1921 niet, omdat de boeren hun productie hadden verminderd wegens de onteigeningen en inbeslagnames. Veel lokale overheden erkenden de problemen te laat om effectief in te grijpen. De hongersnood bleef niet beperkt tot het Wolgagebied alleen, maar ook in Oekraïne was er een voedseltekort. De bolsjewieken namen het voedsel van de Oekraïense boeren in beslag om naar het Wolgagebied te transporteren. Het voedsel van het ene hongerige gebied werd dus gegeven aan het andere hongerige gebied. Daarnaast exporteerden de communisten nog steeds voedsel, terwijl hun eigen bevolking honger leed.

## Hulp

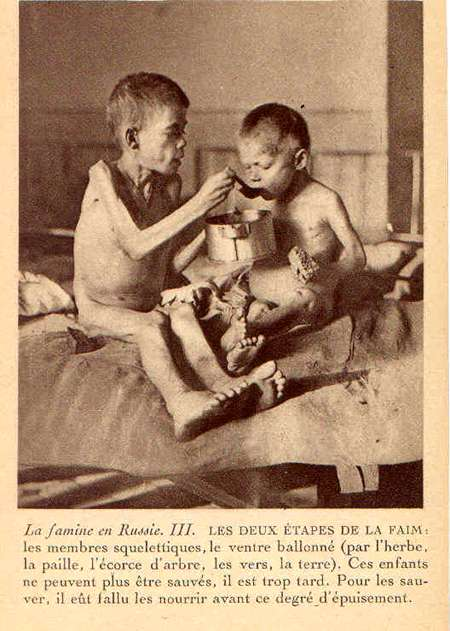
Russische kinderen tijdens de hongersnood, circa 1922.

De honger was op het hoogtepunt dermate nijpend, dat de overheid moest ingrijpen om te voorkomen dat mensen het graan dat eigenlijk voor het inzaaien van het land was bedoeld ook zouden opeten, waardoor er het jaar erop geen oogst dreigde te zijn. Boeren moesten massaal op zoek naar andere vormen van voedsel om graan te bewaren voor het zaaien.
Begin juli 1921 stuurde de schrijver Maxim Gorky een noodkreet aan de Noord-Amerikaanse natie via de Patriarch Tichon van Moskou gericht aan de aartsbisschop van New York en vroeg om brood en medicijnen voor de Russische bevolking waarin hij aangaf dat een groot deel van de Russische bevolking gedoemd was tot de hongerdood. Hulp van buiten Rusland werd door Lenin afgewezen. Onder andere de American Relief Administration (ARA), welke na de Eerste Wereldoorlog door Herbert Hoover was opgericht, bood Lenin hulp aan op voorwaarde dat zijn medewerkers niet zouden worden gehinderd door de Russische regering, en dat ze vrij gebruik konden maken van het openbaar vervoer in Rusland, en dat de Amerikaanse burgers die in Rusland zonder enige vorm van proces gevangen gehouden werden zouden worden vrijgelaten. Lenin weigerde dit aanvankelijk. Maar door de hongersnood, de Opstand van Kronstadt en de Opstand van Tambov was Lenin echter genoodzaakt om zijn beleid ten opzichte van het buitenland te herzien. Tevens stelde Rusland zijn grenzen meer open. Zo mochten Westerse hulporganisaties het land in. 
In 1921 werd geheel het kerkelijk bezit van de Russisch-orthodoxe Kerk opgeëist om de hongersnood te bestrijden. Patriarch Tichon reageerde hierop met een brief waarin hij de gelovigen aanspoorde om de hongerigen zo veel mogelijk te helpen. Patriarch Tichon wilde deze wel afstaan buiten de gewijde voorwerpen die voor de eredienst werden gebruikt. De regering ging hier niet mee akkoord. De kerk schonk vrijwillig voorwerpen. De plundering en de ontwijding van kerken die volgde riep grote verontwaardiging op bij het volk. Meer dan 10.000 gelovigen die geprobeerd hadden kerken en relieken geweldloos te verdedigen werden vermoord. Van de tweeënhalf miljard Russische roebel die de kerkelijke bezittingen opbrachten werd slechts ongeveer 1 miljoen roebel uitgegeven aan de bestrijding van de hongersnood. Het grootste deel van deze verzamelde fondsen ging naar de verspreiding van de Wereldrevolutie.
Op een bijeenkomst in Genève op 15 augustus 1921, welke georganiseerd werd door het Internationaal Comité van het Rode Kruis en de Internationale Federatie van Rode Kruis- en Rode Halve Maanverenigingen werd een internationaal comité voor hulp aan Rusland (ICRR) opgericht met dr. Fridtjof Nansen aan het hoofd. De voornaamste leden van dit comité waren Hoover's American Relief Administration, samen met het American Friends Service Committee en de Save the Children. Nansen ging naar Moskou om een verdrag te tekenen met de Sovjet-Russische minister van buitenlandse zaken, Georgi Tsjitsjerin. Via dit verdrag kreeg de ICCR volledig zeggenschap over de hulp die werd opgezet. Rond dezelfde tijd begon in het Verenigd Koninkrijk een inzamelingsactie voor hulp aan Rusland. Deze werd onder andere aangekondigd in kranten en via speciaal hiervoor gemaakte films. In september vertrok een schip met 600 ton aan voorraden vanuit Londen naar Rusland. In oktober ging in Saratov het eerste noodcentrum open.
De ICRR slaagde erin 10 miljoen slachtoffers van de hongersnood weer van voedsel te voorzien. Het overgrote merendeel van de voorraden kwam van de ARA, gefinancierd door het Amerikaans Congres. De hulp aan Rusland was niet zonder gevaar. Verschillende medewerkers van de ICRR stierven aan cholera. Ook was niet iedereen even te spreken over de hulp aan Rusland. De Londense krant Daily Express beweerde bijvoorbeeld dat de hongersnood minder erg was dan de ICRR wilde doen geloven en het geld dat de Britse regering schonk beter besteed kon worden aan het bestrijden van de armoede in het Verenigd Koninkrijk zelf.
In 1922 en 1923 was de hongersnood nog steeds wijdverspreid en deelde de ARA nog steeds noodvoorraden uit. De Sovjet-Unie liet echter graan exporteren om de industrie weer op te laten bloeien. Toen dit uitkwam, werd de meeste voedselhulp stopgezet.

## Dodental
François Furet schatte dat 5 miljoen mensen gestorven waren als direct gevolg van de hongersnood. De laatste grote hongersnood in Rusland, die in 1892, kostte tussen de 375.000 en 400.000 levens.